# Leichtathletik-Weltmeisterschaften 2009/Teilnehmer (Zypern)
| Gelbes Symbol für Goldmedaillen mit stilisierten Olympischen Ringen | Graues Symbol für Silbermedaillen mit stilisierten Olympischen Ringen | Braundes Symbol für Bronzemedaillen mit stilisierten Olympischen Ringen |
| ------------------------------------------------------------------- | --------------------------------------------------------------------- | ----------------------------------------------------------------------- |
| —                                                                   | 1                                                                     | —                                                                       |

Der Leichtathletik-Verband Zyperns stellte vier Athleten bei den Leichtathletik-Weltmeisterschaften 2009 in Berlin.

## Ergebnisse

### Männer

#### Sprung/Wurf
| Athlet           | Disziplin  | Qualifikation | Qualifikation | Finale     | Finale |
| Athlet           | Disziplin  | Weite/Höhe    | Platz         | Weite/Höhe | Platz  |
| ---------------- | ---------- | ------------- | ------------- | ---------- | ------ |
| Kyriakos Ioannou | Hochsprung | 2,30 m SB     | 1             | 2,32 m SB  | Silber |

### Frauen

#### Laufdisziplinen
| Athletin       | Disziplin | Vorlauf    | Vorlauf | Viertelfinale | Viertelfinale | Halbfinale | Halbfinale | Finale             | Finale             |
| Athletin       | Disziplin | Zeit       | Platz   | Zeit          | Platz         | Zeit       | Platz      | Zeit               | Platz              |
| -------------- | --------- | ---------- | ------- | ------------- | ------------- | ---------- | ---------- | ------------------ | ------------------ |
| Eleni Artymata | 100 m     | 11,47 s    | 19      | 11,37 s PB    | 14            | 11,49 s    | 15         | nicht qualifiziert | nicht qualifiziert |
| Eleni Artymata | 200 m     | 22,83 s NR | 5       |               |               | 22,64 s NR | 8          | 23,05 s            | 8                  |

#### Sprung/Wurf
| Athletin            | Disziplin      | Qualifikation | Qualifikation | Finale             | Finale             |
| Athletin            | Disziplin      | Weite/Höhe    | Platz         | Weite/Höhe         | Platz              |
| ------------------- | -------------- | ------------- | ------------- | ------------------ | ------------------ |
| Mariánna Zaharíadi  | Stabhochsprung | 4,25 m        | 24            | nicht qualifiziert | nicht qualifiziert |
| Paraskevi Theodorou | Stabhochsprung | NMH           | NMH           | –                  | –                  |